# Europaspiele 2023/Badminton – Dameneinzel
Bei den Europaspielen 2023 wurden vom 26. Juni bis zum 2. Juli 2023 in Tarnów fünf Wettbewerbe im Badminton ausgetragen. Folgend die Ergebnisse im Dameneinzel.

## Setzliste
1. Carolina Marín
2. Mia Blichfeldt
3. Line Kjærsfeldt
4. Yvonne Li
5. Kirsty Gilmour
6. Lianne Tan
7. Qi Xuefei
8. Kristin Kuuba

## Gruppenphase

### Gruppe A
| Platz | Team               | Pld | W | L | MF | MA | MD | GF | GA | GD | PF  | PA | PD  | Qualifikation |
| ----- | ------------------ | --- | - | - | -- | -- | -- | -- | -- | -- | --- | -- | --- | ------------- |
| 1     | Carolina Marín     | 2   | 2 | 0 | 0  | 0  | 0  | 4  | 1  | +3 | 103 | 67 | +36 | j             |
| 2     | Jenjira Stadelmann | 2   | 1 | 1 | 0  | 0  | 0  | 3  | 2  | +1 | 86  | 85 | +1  | j             |
| 3     | Ksenia Polikarpova | 2   | 0 | 2 | 0  | 0  | 0  | 0  | 4  | −4 | 47  | 84 | −37 |               |
| 4     | Katarína Vargová   | 0   | 0 | 0 | 0  | 0  | 0  | 0  | 0  | 0  | 0   | 0  | 0   |               |

| Datum    |                    | Ergebnis |                    | 1. Satz | 2. Satz | 3. Satz |
| -------- | ------------------ | -------- | ------------------ | ------- | ------- | ------- |
| 26. Juni | Ksenia Polikarpova | 2–0      | Katarína Vargová   | 21–17   | 21–17   |         |
| 26. Juni | Carolina Marín     | 2–1      | Jenjira Stadelmann | 21–10   | 19–21   | 21–13   |
| 27. Juni | Carolina Marín     | Retired  | Katarína Vargová   | 13–2r   |         |         |
| 27. Juni | Ksenia Polikarpova | 0–2      | Jenjira Stadelmann | 10–21   | 14–21   |         |
| 28. Juni | Carolina Marín     | 2–0      | Ksenia Polikarpova | 21–15   | 21–8    |         |
| 28. Juni | Katarína Vargová   | w/o      | Jenjira Stadelmann | 0–0     | 0–0     |         |

### Gruppe B
| Platz | Team           | Pld | W | L | MF | MA | MD | GF | GA | GD | PF  | PA  | PD  | Qualifikation |
| ----- | -------------- | --- | - | - | -- | -- | -- | -- | -- | -- | --- | --- | --- | ------------- |
| 1     | Mia Blichfeldt | 3   | 3 | 0 | 0  | 0  | 0  | 6  | 0  | +6 | 126 | 59  | +67 | j             |
| 2     | Kim Schmidt    | 3   | 2 | 1 | 0  | 0  | 0  | 4  | 4  | 0  | 119 | 132 | −13 | j             |
| 3     | Petra Polanc   | 3   | 1 | 2 | 0  | 0  | 0  | 3  | 4  | −1 | 111 | 124 | −13 |               |
| 4     | Katrin Neudolt | 3   | 0 | 3 | 0  | 0  | 0  | 1  | 6  | −5 | 98  | 139 | −41 |               |

| Datum    |                | Ergebnis |                | 1. Satz | 2. Satz | 3. Satz |
| -------- | -------------- | -------- | -------------- | ------- | ------- | ------- |
| 26. Juni | Mia Blichfeldt | 2–0      | Katrin Neudolt | 21–13   | 21–11   |         |
| 26. Juni | Kim Schmidt    | 2–1      | Petra Polanc   | 11–21   | 21–6    | 21–18   |
| 27. Juni | Mia Blichfeldt | 2–0      | Petra Polanc   | 21–13   | 21–11   |         |
| 27. Juni | Kim Schmidt    | 2–1      | Katrin Neudolt | 21–13   | 13–21   | 21–11   |
| 28. Juni | Mia Blichfeldt | 2–0      | Kim Schmidt    | 21–5    | 21–6    |         |
| 28. Juni | Petra Polanc   | 2–0      | Katrin Neudolt | 21–17   | 21–12   |         |

### Gruppe C
| Platz | Team                | Pld | W | L | MF | MA | MD | GF | GA | GD | PF | PA | PD  | Qualifikation |
| ----- | ------------------- | --- | - | - | -- | -- | -- | -- | -- | -- | -- | -- | --- | ------------- |
| 1     | Line Kjærsfeldt     | 2   | 2 | 0 | 0  | 0  | 0  | 4  | 1  | +3 | 94 | 52 | +42 | j             |
| 2     | Polina Buhrowa      | 2   | 1 | 1 | 0  | 0  | 0  | 3  | 2  | +1 | 84 | 88 | −4  | j             |
| 3     | Hristomira Popowska | 2   | 0 | 2 | 0  | 0  | 0  | 0  | 4  | −4 | 46 | 84 | −38 |               |
| 4     | Edith Urell         | 0   | 0 | 0 | 0  | 0  | 0  | 0  | 0  | 0  | 0  | 0  | 0   |               |

| Datum    |                     | Ergebnis |                     | 1. Satz | 2. Satz | 3. Satz |
| -------- | ------------------- | -------- | ------------------- | ------- | ------- | ------- |
| 26. Juni | Hristomira Popowska | w/d      | Edith Urell         | 0–0     | 0–0     |         |
| 26. Juni | Line Kjærsfeldt     | 2–1      | Polina Buhrowa      | 10–21   | 21–10   | 21–11   |
| 27. Juni | Hristomira Popowska | 0–2      | Polina Buhrowa      | 17–21   | 19–21   |         |
| 27. Juni | Line Kjærsfeldt     | w/d      | Edith Urell         | 0–0     | 0–0     |         |
| 28. Juni | Line Kjærsfeldt     | 2–0      | Hristomira Popowska | 21–4    | 21–6    |         |
| 28. Juni | Edith Urell         | w/d      | Polina Buhrowa      | 0–0     | 0–0     |         |

### Gruppe D
| Platz | Team                    | Pld | W | L | MF | MA | MD | GF | GA | GD | PF  | PA  | PD  | Qualifikation |
| ----- | ----------------------- | --- | - | - | -- | -- | -- | -- | -- | -- | --- | --- | --- | ------------- |
| 1     | Keisha Fatimah Az Zahra | 3   | 3 | 0 | 0  | 0  | 0  | 6  | 1  | +5 | 143 | 118 | +25 | j             |
| 2     | Yvonne Li               | 3   | 2 | 1 | 0  | 0  | 0  | 5  | 2  | +3 | 140 | 99  | +41 | j             |
| 3     | Samanta Golubickaitė    | 3   | 1 | 2 | 0  | 0  | 0  | 2  | 5  | −3 | 113 | 139 | −26 |               |
| 4     | Vlada Ginga             | 3   | 0 | 3 | 0  | 0  | 0  | 1  | 6  | −5 | 99  | 139 | −40 |               |

| Datum    |                         | Ergebnis |                         | 1. Satz | 2. Satz | 3. Satz |
| -------- | ----------------------- | -------- | ----------------------- | ------- | ------- | ------- |
| 26. Juni | Yvonne Li               | 2–0      | Vlada Ginga             | 21–11   | 21–6    |         |
| 26. Juni | Keisha Fatimah Az Zahra | 2–0      | Samanta Golubickaitė    | 21–16   | 21–19   |         |
| 27. Juni | Keisha Fatimah Az Zahra | 2–0      | Vlada Ginga             | 21–10   | 21–17   |         |
| 27. Juni | Yvonne Li               | 2–0      | Samanta Golubickaitė    | 21–13   | 21–10   |         |
| 28. Juni | Yvonne Li               | 1–2      | Keisha Fatimah Az Zahra | 21–17   | 18–21   | 17–21   |
| 28. Juni | Samanta Golubickaitė    | 2–1      | Vlada Ginga             | 13–21   | 21–18   | 21–16   |

### Gruppe E
| Platz | Team                    | Pld | W | L | MF | MA | MD | GF | GA | GD | PF  | PA  | PD  | Qualifikation |
| ----- | ----------------------- | --- | - | - | -- | -- | -- | -- | -- | -- | --- | --- | --- | ------------- |
| 1     | Kirsty Gilmour          | 3   | 3 | 0 | 0  | 0  | 0  | 6  | 0  | +6 | 126 | 63  | +63 | j             |
| 2     | Jaymie Laurens          | 3   | 2 | 1 | 0  | 0  | 0  | 4  | 2  | +2 | 111 | 111 | 0   | j             |
| 3     | Eleni Christodoulou     | 3   | 1 | 2 | 0  | 0  | 0  | 2  | 4  | −2 | 101 | 123 | −22 |               |
| 4     | Wiktoria Dąbczyńska (H) | 3   | 0 | 3 | 0  | 0  | 0  | 0  | 6  | −6 | 88  | 129 | −41 |               |

| Datum    |                           | Ergebnis |                     | 1. Satz | 2. Satz | 3. Satz |
| -------- | ------------------------- | -------- | ------------------- | ------- | ------- | ------- |
| 26. Juni | Wiktoria Dąbczyńska Polen | 0–2      | Jaymie Laurens      | 21–23   | 10–21   |         |
| 26. Juni | Kirsty Gilmour            | 2–0      | Eleni Christodoulou | 21–11   | 21–9    |         |
| 27. Juni | Kirsty Gilmour            | 2–0      | Jaymie Laurens      | 21–13   | 21–9    |         |
| 27. Juni | Wiktoria Dąbczyńska       | 0–2      | Eleni Christodoulou | 16–21   | 20–22   |         |
| 28. Juni | Kirsty Gilmour            | 2–0      | Wiktoria Dąbczyńska | 21-9    | 21-12   |         |
| 28. Juni | Jaymie Laurens            | 2–0      | Eleni Christodoulou | 24-22   | 21-16   |         |

### Gruppe F
| Platz | Team              | Pld | W | L | MF | MA | MD | GF | GA | GD | PF  | PA  | PD  | Qualifikation |
| ----- | ----------------- | --- | - | - | -- | -- | -- | -- | -- | -- | --- | --- | --- | ------------- |
| 1     | Lianne Tan        | 3   | 3 | 0 | 0  | 0  | 0  | 6  | 0  | +6 | 126 | 72  | +54 | j             |
| 2     | Vivien Sándorházi | 3   | 2 | 1 | 0  | 0  | 0  | 4  | 3  | +1 | 129 | 119 | +10 | j             |
| 3     | Nella Nyqvist     | 3   | 1 | 2 | 0  | 0  | 0  | 3  | 4  | −1 | 109 | 133 | −24 |               |
| 4     | Yasmine Hamza     | 3   | 0 | 3 | 0  | 0  | 0  | 0  | 6  | −6 | 86  | 126 | −40 |               |

| Datum    |                   | Ergebnis |                   | 1. Satz | 2. Satz | 3. Satz |
| -------- | ----------------- | -------- | ----------------- | ------- | ------- | ------- |
| 26. Juni | Lianne Tan        | 2–0      | Yasmine Hamza     | 21–10   | 21–10   |         |
| 26. Juni | Nella Nyqvist     | 1–2      | Vivien Sándorházi | 21–16   | 12–21   | 11–21   |
| 27. Juni | Lianne Tan        | 2–0      | Vivien Sándorházi | 21–13   | 21–16   |         |
| 27. Juni | Nella Nyqvist     | 2–0      | Yasmine Hamza     | 21–14   | 21–19   |         |
| 28. Juni | Lianne Tan        | 2–0      | Nella Nyqvist     | 21–11   | 21–12   |         |
| 28. Juni | Vivien Sándorházi | 2–0      | Yasmine Hamza     | 21–15   | 21–18   |         |

### Gruppe G
| Platz | Team             | Pld | W | L | MF | MA | MD | GF | GA | GD | PF  | PA  | PD  | Qualifikation |
| ----- | ---------------- | --- | - | - | -- | -- | -- | -- | -- | -- | --- | --- | --- | ------------- |
| 1     | Qi Xuefei        | 3   | 3 | 0 | 0  | 0  | 0  | 6  | 0  | +6 | 129 | 91  | +38 | j             |
| 2     | Tereza Švábíková | 3   | 2 | 1 | 0  | 0  | 0  | 4  | 2  | +2 | 109 | 106 | +3  | j             |
| 3     | Rachael Darragh  | 3   | 1 | 2 | 0  | 0  | 0  | 2  | 5  | −3 | 136 | 150 | −14 |               |
| 4     | Marija Sudimac   | 3   | 0 | 3 | 0  | 0  | 0  | 1  | 6  | −5 | 114 | 141 | −27 |               |

| Datum    |                  | Ergebnis |                  | 1. Satz | 2. Satz | 3. Satz |
| -------- | ---------------- | -------- | ---------------- | ------- | ------- | ------- |
| 26. Juni | Qi Xuefei        | 2–0      | Marija Sudimac   | 21–17   | 21–11   |         |
| 26. Juni | Rachael Darragh  | 0–2      | Tereza Švábíková | 21–23   | 18–21   |         |
| 27. Juni | Qi Xuefei        | 2–0      | Tereza Švábíková | 21–14   | 21–9    |         |
| 27. Juni | Rachael Darragh  | 2–1      | Marija Sudimac   | 13–21   | 21–19   | 23–21   |
| 28. Juni | Qi Xuefei        | 2–0      | Rachael Darragh  | 21–18   | 24–22   |         |
| 28. Juni | Tereza Švábíková | 2–0      | Marija Sudimac   | 21–10   | 21–15   |         |

### Gruppe H
| Platz | Team                 | Pld | W | L | MF | MA | MD | GF | GA | GD | PF  | PA  | PD  | Qualifikation |
| ----- | -------------------- | --- | - | - | -- | -- | -- | -- | -- | -- | --- | --- | --- | ------------- |
| 1     | Neslihan Yiğit       | 3   | 3 | 0 | 0  | 0  | 0  | 6  | 1  | +5 | 144 | 78  | +66 | j             |
| 2     | Kristin Kuuba        | 3   | 2 | 1 | 0  | 0  | 0  | 5  | 2  | +3 | 132 | 110 | +22 | j             |
| 3     | Grammatoula Sotiriou | 3   | 1 | 2 | 0  | 0  | 0  | 2  | 4  | −2 | 87  | 108 | −21 |               |
| 4     | Jekaterina Romanova  | 3   | 0 | 3 | 0  | 0  | 0  | 0  | 6  | −6 | 59  | 126 | −67 |               |

| Datum    |                      | Ergebnis |                      | 1. Satz | 2. Satz | 3. Satz |
| -------- | -------------------- | -------- | -------------------- | ------- | ------- | ------- |
| 26. Juni | Grammatoula Sotiriou | 0–2      | Neslihan Yiğit       | 6–21    | 10–21   |         |
| 26. Juni | Kristin Kuuba        | 2–0      | Jekaterina Romanova  | 21–9    | 21–12   |         |
| 27. Juni | Kristin Kuuba        | 1–2      | Neslihan Yiğit       | 21–18   | 17–21   | 10–21   |
| 27. Juni | Grammatoula Sotiriou | 2–0      | Jekaterina Romanova  | 21–13   | 21–11   |         |
| 28. Juni | Kristin Kuuba        | 2–0      | Grammatoula Sotiriou | 21–13   | 21–16   |         |
| 28. Juni | Neslihan Yiğit       | 2–0      | Jekaterina Romanova  | 21–6    | 21–8    |         |

## Endrunde
|  | 3. Runde | 3. Runde                | 3. Runde | 3. Runde | 3. Runde |  |  | Viertelfinale | Viertelfinale      | Viertelfinale | Viertelfinale | Viertelfinale |  |  | Halbfinale         | Halbfinale | Halbfinale | Halbfinale | Halbfinale |  |  | Finale | Finale | Finale | Finale | Finale |
|  |          |                         |          |          |          |  |  |               |                    |               |               |               |  |  |                    |            |            |            |            |  |  |        |        |        |        |        |
|  | 1        | Carolina Marín          | 21       | 21       |          |  |  |               |                    |               |               |               |  |  |                    |            |            |            |            |  |  |        |        |        |        |        |
|  |          | Kim Schmidt             | 9        | 12       |          |  |  | 1             | Carolina Marín     | 21            | 21            |               |  |  |                    |            |            |            |            |  |  |        |        |        |        |        |
|  | 7        | Qi Xuefei               |          |          |          |  |  | 8             | Kristin Kuuba      |               |               |               |  |  |                    |            |            |            |            |  |  |        |        |        |        |        |
|  | 8        | Kristin Kuuba           | w        | /        | o        |  |  |               |                    |               |               |               |  |  | Carolina Marín     | 21         | 21         |            |            |  |  |        |        |        |        |        |
|  | 3        | Line Kjærsfeldt         | 21       | 21       |          |  |  |               |                    |               |               |               |  |  | Kirsty Gilmour     | 13         | 11         |            |            |  |  |        |        |        |        |        |
|  | 4        | Yvonne Li               | 11       | 14       |          |  |  | 3             | Line Kjærsfeldt    | 21            | 11            | 19            |  |  |                    |            |            |            |            |  |  |        |        |        |        |        |
|  | 5        | Kirsty Gilmour          | 17       | 21       | 21       |  |  | 5             | Kirsty Gilmour     | 16            | 21            | 21            |  |  |                    |            |            |            |            |  |  |        |        |        |        |        |
|  |          | Vivien Sándorházi       | 21       | 17       | 17       |  |  |               |                    |               |               |               |  |  | Carolina Marín     | 21         | 21         |            |            |  |  |        |        |        |        |        |
|  |          | Tereza Švábíková        | 14       | 8        |          |  |  |               |                    |               |               |               |  |  | Mia Blichfeldt     | 15         | 14         |            |            |  |  |        |        |        |        |        |
|  | 6        | Lianne Tan              | 21       | 21       |          |  |  | 6             | Lianne Tan         | 12            | 21            | 19            |  |  |                    |            |            |            |            |  |  |        |        |        |        |        |
|  |          | Jenjira Stadelmann      | 16       | 21       | 21       |  |  |               | Jenjira Stadelmann | 21            | 7             | 21            |  |  |                    |            |            |            |            |  |  |        |        |        |        |        |
|  |          | Keisha Fatimah Az Zahra | 21       | 12       | 15       |  |  |               |                    |               |               |               |  |  | Jenjira Stadelmann | 15         | 16         |            |            |  |  |        |        |        |        |        |
|  |          | Polina Buhrowa          | 9        | 16       |          |  |  |               |                    |               |               |               |  |  | Mia Blichfeldt     | 21         | 21         |            |            |  |  |        |        |        |        |        |
|  |          | Neslihan Yiğit          | 21       | 21       |          |  |  |               | Neslihan Yiğit     | 18            | 8             |               |  |  |                    |            |            |            |            |  |  |        |        |        |        |        |
|  |          | Jaymie Laurens          | 7        | 7        |          |  |  | 2             | Mia Blichfeldt     | 21            | 21            |               |  |  |                    |            |            |            |            |  |  |        |        |        |        |        |
|  | 2        | Mia Blichfeldt          | 21       | 21       |          |  |  |               |                    |               |               |               |  |  |                    |            |            |            |            |  |  |        |        |        |        |        |